# Heterospathe delicatula
Heterospathe delicatula är en enhjärtbladig växtart som beskrevs av Harold Emery Moore. Heterospathe delicatula ingår i släktet Heterospathe och familjen Arecaceae. Inga underarter finns listade i Catalogue of Life.